# Dunes (hotel y casino)
El Dunes Hotel fue un hotel y casino en la localidad de Paradise, Nevada, que operó desde el 23 de mayo de 1955 hasta el 26 de enero de 1993, y fue el décimo resort en abrir en el Strip de Las Vegas. En su lugar fue construido el hotel Bellagio.

## Historia
El hotel Dunes abrió el 23 de mayo de 1955 como un resort de baja altura con la «estrella de Hollywood» Vera-Ellen proveyendo el entretenimiento en la alfombra roja. Cuando la torre norte fue construida en 1967 era considerado como uno de los hoteles más grandes en toda la Franja de Las Vegas. La torre sur fue construida en 1979. El hotel fue construido en parte gracias a la financiación de la película Mogul de Al Gottesman y los fondos de la pensión Teamsters. El resort ofrecía un campo de golf de 18 hoyos, un spa, y una piscina de 90 pies (27,4 m) de largo. El eslogan del hotel era «The Miracle in the Desert» —en español: «El Milagro en el Desierto»—.
El 17 de noviembre de 1992, el Dunes fue vendido por última vez a la empresa del desarrollador Steve Wynn, Mirage Resorts, Inc. por 75 millones de dólares. El 26 de enero de 1993, el hotel Dunes cerró sus puertas definitivamente. Como muchos de los legendarios hoteles y casinos de su época, no podía competir con los nuevos y excitantes megaresorts que estaban empezando a ser construidos.
El Bellagio ahora se encuentra en su lugar. Durante la construcción del Bellagio, los trabajadores encontraron cuatro bolsas de fichas del casino Dunes que fueron aparentemente ocultadas.

## Duración
La torre Diamond of the Dunes, construida en 1967 y derruida en 1993, tenía 26 años. La torre sur, construida en 1979 y derruida en 1994, tenía 15 años. 